# Симфонический оркестр Большого театра
Симфонический оркестр Большого театра — старейший музыкальный коллектив в России, базирующийся в Москве. Один из крупнейших оркестров в мире, состоящий из более чем 250 музыкантов, оркестр Большого театра входит в состав труппы государственного академического Большого театра России. Он образовался в 1776 году во время основания Большого театра и формирования его труппы. Долгое время обсуждалась идея объединения оркестра с Симфоническим оркестром Мариинского театра, что в итоге и произошло в 2024 году.

## Главные дирижёры
| - Ипполит Альтани (1882—1906) - Самуил Самосуд (1936―1943) - Арий Пазовский (1943―1948) - Николай Голованов (1948―1953) - Александр Мелик-Пашаев (1953―1963) - Евгений Светланов (1963―1965) - Геннадий Рождественский (1965―1970) - Юрий Симонов (1970―1985) | - Александр Лазарев (1987―1995) - Петер Феранец (1995―1998) - Марк Эрмлер (1998―2000) - Геннадий Рождественский (2000―2001) - Александр Ведерников (2001―2009) - Василий Синайский (2010—2014) - Туган Сохиев — (2014—2022) |

## Известные музыканты оркестра
В список включены наиболее значимые музыканты, когда-либо работавшие в составе симфонического оркестра Большого театра. Большинство из вошедших в список имеют звание заслуженных или народных артистов СССР, РСФСР или Российской Федерации или награждены государственными наградами СССР, РСФСР или Российской Федерации. В скобках указаны годы работы в оркестре Большого театра, если их удалось установить. Жирным выделены музыканты, работающие в оркестре в настоящее время.

### Струнные инструменты
Скрипачи
- Василий Безекирский (?—1868, 1871—1891)
- Исаак Жук (1928—1952)
- Игорь Солодуев (1940—1982)
- Леон Закс
- Ася Кушнер (1986—2003)

Альтисты
Куренкова Любовь Александровна
Шварц Леонид Борисович
- Морис Гурвич (1930—1952)
- Александр Бобровский (1964—1973)

Виолончелисты
- Семён Козолупов (1908—1912, 1924—1931)
- Григорий Пятигорский (1919—1921)
- Сергей Ширинский (1920—?)
- Святослав Кнушевицкий (-1943)
- Фёдор Лузанов (1943—1970)
- Дмитрий Миллер (1942—2016)
- Александр Ивашкин (1978—1991)
- Юрий Лоевский
- Арсений Котляревский (2017-н.в.)
- Пётр Кондрашин (2011—н. в.)
- Буравский
- Борис Лифановский

Контрабасисты
- Сергей Кусевицкий (1894—?)
- Михаил Кекшоев (1972—1974)
- Николай Горбунов (1978—1983)
- Ринат Ибрагимов (1983—1997)

АрфистыКира Сараджева (1035—1968)
- Ксения Эрдели (1899—1907, 1918—1938)
- Николай Амосов (1907)
- Мария Корчинская (1922)
- Вера Дулова (1934—1985)
- Ирина Пашинская (1973—)

### Деревянные духовые инструменты
Флейтисты
- Дмитрий Папков (1827—1850)
- Владимир Цыбин (1896—1907, 1921—1929)
- Фёдор Левин (1909—1918)
- Виктор Глинский-Сафронов (1922—1940)
- Николай Платонов (1927—1931)
- Юлий Ягудин (1950—1963)
- Михаил Каширский (1952—1980)
- Александр Поплавский (1968—1980, ?—)
- Александр Голышев (1969—?)
- Марина Ворожцова (1981—1982)
- Иосиф Ютсон (1900—1976, 1929 −1952)

Гобоисты
- Яков Куклес (1906—1922)
- Николай Назаров (1910—)
- Николай Солодуев (1914—1947)
- Вячеслав Стейскал (1919—1958)
- Анатолий Петров (1934—1937)
- Сергей Амедян (1952—?)
- Сергей Лысенко

Кларнетисты
- Александр Володин (1926—1959)
- Лев Михайлов (1966—1971)
- Рафаэль Багдасарян

Саксофонисты
- Алексей Волков

Фаготисты
- Шуберт Ян Францевич (1893—1976)
- Ромуальд Владимиров (1952—1977)
- Михаил Халилеев (1934—1969)
- Юрий Рудомёткин (1971—)
- Андрей Локаленков

### Медные духовые инструменты
Валторнисты
- Тарасов Василий (1972—2023)
- Сафронов Родион (2020—2024)
- Данилин Данила (2020—2024)
- Руслан Шарипов (2020-н.в)
- Фердинанд Эккерт (1895—1912)
- Василий Солодуев (1903—1947)
- Антон Усов (1918—1928)
- Арсений Янкелевич (1929—1957)
- Валерий Полех (1938—1939, 1946—1974)
- Александр Рябинин (1945—1977)
- Борис Афанасьев (1952—1954)
- Анатолий Дёмин (1953—1965)
- Евгений Крюковцев (1961—1980)
- Игорь Лифановский (1971—1977, 1982—2002)
- Александр Раев (1977—1982)
- Аркадий Шилклопер (1978—1985)
- Андрей Ферапонтов

Трубачи
- Михаил Адамов (1889—1897)
- Василий Брандт (1890—1909)
- Михаил Табаков (1898—1938)
- Георгий Орвид (1930—1935)
- Сергей Болотин (1931—1933)
- Павел Садовский (1930—1958)
- Тимофей Докшицер (1945—1984)
- Вадим Новиков (1964—1986)
- Вячеслав Прокопов (1965—2006)
- Лев Володин (1971—1976)
- Андрей Иков (2002—)
- Андрей Клевцов

Тромбонисты
- Христофор Борк (1861-?)
- Иван Липаев (1903—1912, 1924—1931)
- Вячеслав Блажевич (1906—1928)
- Владимир Щербинин (1926—1944)
- Яков Штейман (1929—1954)
- Виталий Киселёв (1972)
- Александр Морозов (1978—)
- Михаил Дерюгин (1979—1989)
- Валерий Голиков

Тубисты
- Вячеслав Блажевич (1906—1928)
- Алексей Лебедев (1949—1966)

### Ударные инструменты
- Христофор Борк (1875—1906)
- Виктор Гришин (1973—2016)
- Геннадий Бутов